# Diphyus
Genre
Diphyus est un genre d'insectes hyménoptères de la famille des Ichneumonidae. 

## Espèces présentes en Europe
- Diphyus albomarginatus (Kriechbaumer 1878)
- Diphyus altissimus (Bauer 1941)
- Diphyus amatorius (Müller 1776)
- Diphyus arduus (Berthoumieu 1896)
- Diphyus ater (Wesmael 1855)
- Diphyus bicingulatus (Gravenhorst 1829)
- Diphyus biluteonotatus (Pic 1927)
- Diphyus castanopyga (Stephens 1835)
- Diphyus efferus (Wesmael 1854)
- Diphyus excultorius (Dalla Torre 1901)
- Diphyus fossorius (Linnaeus 1758)
- Diphyus gibbosus (Berthoumieu 1899)
- Diphyus gradatorius (Thunberg 1824)
- Diphyus inopinus Heinrich 1972
- Diphyus latebricola (Wesmael 1845)
- Diphyus ligatorius (Berthoumieu 1896)
- Diphyus longigena (Thomson 1888)
- Diphyus longimanus (Wesmael 1857)
- Diphyus luctatorius (Linnaeus 1758)
- Diphyus lusitanus (Wesmael 1854)
- Diphyus macilentus (Berthoumieu 1898)
- Diphyus mercatorius (Fabricius 1793)
- Diphyus monitorius (Panzer 1801)
- Diphyus montivagans (Berthoumieu 1897)
- Diphyus ochromelas (Gmelin 1790)
- Diphyus palliatorius (Gravenhorst 1829)
- Diphyus pandur (Kriechbaumer 1882)
- Diphyus pedatus (Berthoumieu 1895)
- Diphyus politus (Wesmael 1855)
- Diphyus proximus (Tischbein 1879)
- Diphyus pseudomercator Heinrich 1978
- Diphyus quadripunctorius (Müller 1776)
- Diphyus quinquecinctus (Kriechbaumer 1882)
- Diphyus raptorius (Linnaeus 1758)
- Diphyus restitutor (Wesmael 1859)
- Diphyus rusticus (Berthoumieu 1898)
- Diphyus salicatorius (Gravenhorst 1820)
- Diphyus septemguttatus (Gravenhorst 1829)
- Diphyus sexzonatus (Rudow 1888)
- Diphyus tricolor Kriechbaumer 1890
- Diphyus trifasciatus (Gravenhorst 1829)